# Антипов, Евгений Викторович
Евге́ний Ви́кторович Анти́пов (род. 27 октября 1958 года, Туапсе) — российский химик, специалист в области строения и свойств неорганических соединений, рентгенографии, член-корреспондент РАН (2011). 

## Биография
Родился 27 октября 1958 года в Туапсе.
В 1981 году — окончил химический факультет МГУ, где и работает в дальнейшем.
В 1986 году — защитил кандидатскую диссертацию, тема: «Двойные и тройные оксиды бария с редкоземельными элементами и алюминием».
В 1997 году — защитил докторскую диссертацию, тема: «Поиск новых сверхпроводящих сложных оксидов меди».
Работа на химическом факультете МГУ:
- профессор кафедры неорганической химии (с 1998 года);
- заведующий кафедрой электрохимии (с 2008 года);
- заведующий лабораторией неорганической кристаллохимии (с 1995 года);
- заведующий лабораторией фундаментальных исследований проблем получения алюминия (с 2006 года) химического факультета.

В 2011 году — избран членом-корреспондентом РАН.

## Научная деятельность
Область научных интересов: направленный синтез и структурные исследования новых неорганических соединений с важными физическими свойствами: сверхпроводимостью, ионной проводимостью, эффектом колоссального магнетосопротивления.
На химическом факультете МГУ читает курсы «Материалы для электрохимической энергетики», «Введение в химию материалов», «Химия функциональных материалов», «Фундаментальные основы неорганического синтеза», «Фундаментальные основы нанотехнологий», «Функциональные неорганические материалы XXI в.», «Кристаллическая и реальная структура твёрдого тела», «Дифракционные методы исследования неорганических соединений», «Введение в специальность», «Химия твёрдого тела».
Под его руководством защищены 22 кандидатских диссертации.
Член редколлегий журналов «Вестник Московского университета», «Электрохимия» РАН, «Chemistry of Materials», «Solid State Sciences», «Materials Research Bulletin», «Journal of Solid State Chemistry», «Zeitschrift für Kristallographie», «Zeitschrift für Anorganishe und allgemeine Chemie» и «Current Applied Physics», заведующий междисциплинарной лабораторией фундаментальных исследований проблем получения алюминия, заместитель директора Научно-образовательного центра по нанотехнологиям МГУ, член бюро секции кристаллохимии РАН, член Национального комитета кристаллографов России, член Ученого совета Химического факультета МГУ, член диссертационного совета по химическим наукам при МГУ.

## Награды
- Медаль ордена «За заслуги перед Отечеством» II степени (5 февраля 2024 года) — за большой вклад в развитие отечественной науки, многолетнюю плодотворную деятельность и в связи с 300-летием со дня основания Российской академии наук[3]
- Государственная премия Российской Федерации (в составе группы, за 2003 год) — за работу «Фундаментальные основы синтеза оксидных функциональных материалов (ферритов, манганитов, купратов)»[4]
- Премия имени Карпинского (2006)[5]
- Премия имени М. В. Ломоносова (премия I степени, совместно с С. Н. Путилиным, за 1993 год) — за работу «Поиск новых сверхпроводящих сложных оксидов меди»[6]
- Заслуженный профессор Московского университета (2013)[7]
- Национальная премия в области технологий будущего "ВЫЗОВ" (2024)[8]